# Liste des longs métrages néerlandais proposés à l'Oscar du meilleur film international
Cet article présente la liste des longs métrages néerlandais proposés à l'Oscar du meilleur film international.
Les Pays-Bas ont soumis des films pour l'Oscar du meilleur film international dès la 32e édition, la 2e dans cette catégorie. Ils ont ainsi proposé 46 films pour concourir dans cette catégorie. Parmi eux, deux ont été disqualifiés, neuf ont obtenu des nominations aux Oscars et trois films ont remporté le prix.

## Films proposés
| Année (Cérémonie) | Titre français                          | Titre original               | Langue(s)                      | Réalisateur                  | Résultat         |
| ----------------- | --------------------------------------- | ---------------------------- | ------------------------------ | ---------------------------- | ---------------- |
| 1960 (32e)        | Village au bord du fleuve               | Dorp aan de rivier           | Néerlandais                    | Fons Rademakers              | Nommé            |
| 1964 (36e)        | Comme deux gouttes d'eau                | Als twee druppels water      | Néerlandais                    | Fons Rademakers              | Non nommé        |
| 1965 (37e)        | Les Douze Millions (nl)                 | Alleman                      | Néerlandais                    | Bert Haanstra                | Non nommé        |
| 1970 (42e)        | Monsieur Hawarden                       |                              | Néerlandais                    | Harry Kümel                  | Non nommé        |
| 1972 (44e)        | Mira                                    |                              | Néerlandais                    | Fons Rademakers              | Non nommé        |
| 1974 (46e)        | Turkish Délices                         | Turks Fruit                  | Néerlandais                    | Paul Verhoeven               | Nommé            |
| 1975 (47e)        | Help! De dokter verzuipt (nl)           |                              | Néerlandais                    | Nikolai van der Heyde        | Non nommé        |
| 1976 (48e)        | Le Docteur Pulder sème des pavots       | Dokter Pulder zaait papavers | Néerlandais                    | Bert Haanstra                | Non nommé        |
| 1977 (49e)        | Max Havelaar                            |                              | Néerlandais, Indonésien        | Fons Rademakers              | Non nommé        |
| 1978 (50e)        | Le Choix du destin                      | Soldaat van Oranje           | Néerlandais, allemand, anglais | Paul Verhoeven               | Non nommé        |
| 1979 (51e)        | Pastorale 1943 (nl)                     |                              | Néerlandais, Allemand          | Wim Verstappen               | Non nommé        |
| 1980 (52e)        | Une femme comme Eva                     | Een vrouw als Eva            | Néerlandais                    | Nouchka van Brakel           | Non nommé        |
| 1981 (53e)        | Opname (nl)                             |                              | Néerlandais                    | Marja Kok et Erik van Zuylen | Non nommé        |
| 1982 (54e)        | Come-Back (en)                          |                              | Néerlandais                    | Jonne Severijn (nl)          | Non nommé        |
| 1983 (55e)        | Van de koele meren des doods (nl)       |                              | Néerlandais                    | Nouchka van Brakel           | Non nommé        |
| 1984 (56e)        | Le Quatrième Homme                      | De vierde man                | Néerlandais                    | Paul Verhoeven               | Non nommé        |
| 1985 (57e)        | Schatjes! (nl)                          |                              | Néerlandais                    | Ruud van Hemert              | Non nommé        |
| 1986 (58e)        | De Dream (nl)                           |                              | Frison occidental              | Pieter Verhoeff              | Non nommé        |
| 1987 (59e)        | L'Assaut                                | De aanslag                   | Néerlandais, Allemand, Anglais | Fons Rademakers              | Remporte l'Oscar |
| 1988 (60e)        | Van geluk gesproken (nl)                |                              | Néerlandais                    | Pieter Verhoeff              | Non nommé        |
| 1989 (61e)        | L'Homme qui voulait savoir              | Spoorloos                    | Néerlandais, Français          | George Sluizer               | Disqualifié      |
| 1990 (62e)        | Leedvermaak (nl)                        |                              | Néerlandais                    | Frans Weisz                  | Non nommé        |
| 1991 (63e)        | De avonden                              |                              | Néerlandais                    | Rudolf van den Berg          | Non nommé        |
| 1992 (64e)        | Eline Vere                              |                              | Néerlandais, Français, Anglais | Harry Kümel                  | Non nommé        |
| 1993 (65e)        | Les Habitants                           | De noorderlingen             | Néerlandais                    | Alex van Warmerdam           | Non nommé        |
| 1994 (66e)        | De kleine blonde dood                   |                              | Néerlandais                    | Jean van de Velde (en)       | Non nommé        |
| 1995 (67e)        | 06                                      |                              | Néerlandais                    | Theo van Gogh                | Non nommé        |
| 1996 (68e)        | Antonia et ses filles                   | Antonia                      | Néerlandais                    | Marleen Gorris               | Remporte l'Oscar |
| 1997 (69e)        | Lang leve de koningin                   |                              | Néerlandais                    | Esmé Lammers                 | Non nommé        |
| 1998 (70e)        | Karakter                                |                              | Néerlandais                    | Mike van Diem                | Remporte l'Oscar |
| 1999 (71e)        | La Fiancée polonaise                    | De poolse bruid              | Néerlandais, Polonais          | Karim Traidia                | Non nommé        |
| 2000 (72e)        | Madelief, krassen in het tafelblad (nl) |                              | Néerlandais                    | Ineke Houtman                | Non nommé        |
| 2001 (73e)        | Un gamin                                | Kruimeltje                   | Néerlandais                    | Maria Peters                 | Non nommé        |
| 2002 (74e)        | Nynke                                   |                              | Néerlandais, Frison occidental | Pieter Verhoeff              | Non nommé        |
| 2003 (75e)        | Zus et Zo                               | Zus en Zo                    | Néerlandais                    | Paula van der Oest           | Nommé            |
| 2004 (76e)        | De tweeling                             |                              | Néerlandais, Allemand          | Ben Sombogaart               | Nommé            |
| 2005 (77e)        | Simon                                   |                              | Néerlandais                    | Eddy Terstall                | Non nommé        |
| 2006 (78e)        | Bluebird (nl)                           |                              | Néerlandais                    | Mijke de Jong                | Disqualifié      |
| 2007 (79e)        | Black Book                              | Zwartboek                    | Néerlandais, Allemand, Anglais | Paul Verhoeven               | Présélectionné   |
| 2008 (80e)        | Duska (nl)                              |                              | Néerlandais, Russe             | Jos Stelling                 | Non nommé        |
| 2009 (81e)        | Dunya en Desie (nl)                     |                              | Néerlandais, Arabe             | Dana Nechushtan              | Non nommé        |
| 2010 (82e)        | Winter in Wartime                       | Oorlogswinter                | Néerlandais, Allemand, Anglais | Martin Koolhoven             | Présélectionné   |
| 2011 (83e)        | Tirza                                   |                              | Néerlandais                    | Rudolf van den Berg          | Non nommé        |
| 2012 (84e)        | Sonny Boy                               |                              | Néerlandais                    | Maria Peters                 | Non nommé        |
| 2013 (85e)        | Little Bird                             | Kauwboy                      | Néerlandais                    | Boudewijn Koole              | Non nommé        |
| 2014 (86e)        | Borgman                                 |                              | Néerlandais                    | Alex van Warmerdam           | Non nommé        |
| 2015 (87e)        | Lucia de B.                             |                              | Néerlandais                    | Paula van der Oest           | Présélectionné   |
| 2016 (88e)        | The Paradise Suite                      |                              |                                | Joost van Ginkel             | Non nommé        |
| 2017 (89e)        | Tonio (nl)                              |                              |                                | Paula van der Oest           | Non nommé        |
| 2018 (90e)        | Layla M.                                |                              |                                | Mijke de Jong                | Non nommé        |
| 2019 (91e)        | Le Banquier de la Résistance            | Bankier van het Verzet       |                                | Joram Lürsen                 | Non nommé        |
| 2020 (92e)        | Instinct : Liaison interdite (nl)       | Instinct                     |                                | Halina Reijn                 | Non nommé        |
| 2021 (93e)        | Buladó                                  |                              |                                | Eché Janga                   | Non nommé        |
| 2022 (94e)        | Do Not Hesitate (nl)                    |                              |                                | Shariff Korver               | Non nommé        |
| 2023 (95e)        | Narcosis (nl)                           |                              |                                | Martijn de Jong              | Non nommé        |
| 2024 (96e)        | Sweet Dreams                            |                              |                                | Ena Sendijarević             | Non nommé        |